# Nationale Befreiungsfront des Khmer-Volkes
Die Nationale Befreiungsfront des Khmer-Volkes oder Nationale Front zur Befreiung des Khmer-Volkes (Khmer-Sprache: រណសិរ្សរំដោះជាតិប្រជាជនខ្មែរ engl. Khmer People’s National Liberation Front, KPNLF; frz. Front national de libération du peuple khmer, FNLPK) war eine politische Organisation, die 1979 für den Widerstand gegen das von Vietnam installierte Regime der Volksrepublik Kampuchea (engl. People’s Republic of Kampuchea, PRK) in Kambodscha gegründet wurde. Die 200.000 vietnamesischen Truppen, die die PRK unterstützten, sowie die Überläufer der Roten Khmer hatten das brutale Regime des Demokratischen Kampuchea von Pol Pot gestürzt und wurden zunächst von der Mehrheit der Kambodschaner als Befreier begrüßt. Die Mitglieder der KPNLF sowie andere Organisationen befürchteten hingegen aufgrund der historischen Rivalität der beiden Länder, dass Vietnam versuchen würde, das Land zu unterwerfen, und begannen, sich ihrer militärischen Präsenz entgegenzustellen.

## Ursprünge
Am 5. Januar 1979 wurde in Paris das Komitee für ein neutrales und friedliches Kambodscha (engl. Committee for a Neutral and Peaceful Cambodia, CNPC; frz. Comité pour un Cambodge Neutre et Indépendant, CCNI) gebildet, das aus Son Sann (einem führenden kambodschanischen Neutralisten, Ex-Präsidenten der Nationalbank von Kambodscha und Premierminister von 1967 bis 1968), Sim Var, Yem Sambaur, Hhiek Tioulong, Nong Kimmy, Thonn Ouk und Chai Thoul bestand. Es gab eine Sechs-Punkte-Erklärung ab, in der es die Roten Khmer und die „nordvietnamesische Aggression“ verurteilte, die Einhaltung der Genfer Abkommen von 1954 und des Vertrags der Pariser Friedenskonferenz von 1973, einen sofortigen Waffenstillstand in Kambodscha und die Gründung einer demokratisch gewählten Regierung nach einem Referendum forderte.

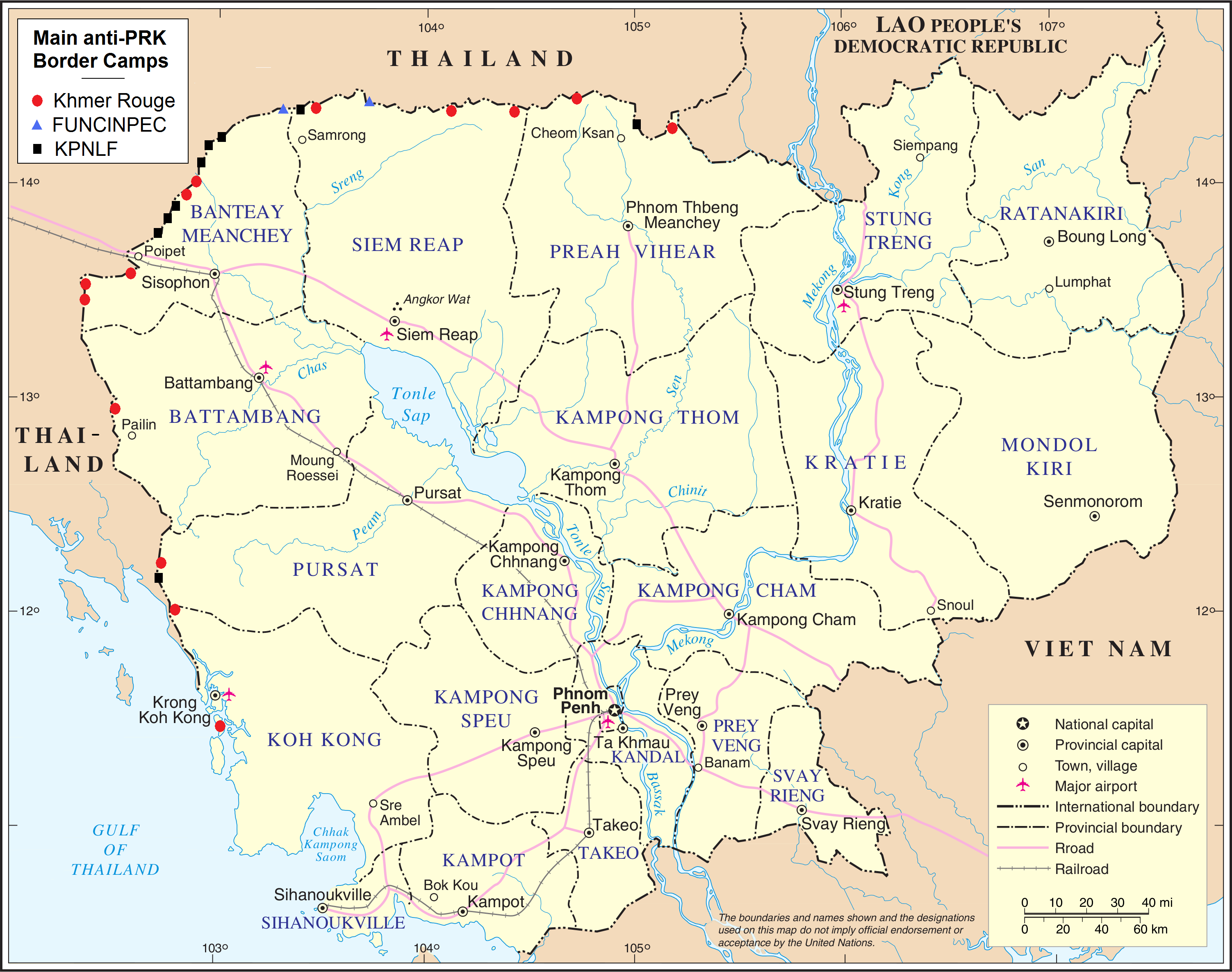
Die gegen das Demokratische Kampuchea gerichteten Lager an der thailändisch-kambodschanischen Grenze; 1979–1984 (schwarz die Lager der KPNLF)

Vietnam war im Dezember 1978 in das Demokratische Kampuchea eingefallen und am 6. Januar 1979 nach Phnom Penh vorgestoßen. Darauf unterbreitete die königlich-thailändische Regierung Son Sann ein Angebot zur Unterstützung einer nichtkommunistischen Widerstandstruppe. Son Sann seinerseits flog nach New York, um Prinz Norodom Sihanouk (der sich an der Generalversammlung der Vereinten Nationen befand) zu bitten, die KPNLF anzuführen. Sihanouk aber lehnte ab und verweigerte überhaupt jegliche Unterstützung.
Im August 1979 begab sich Son Sann mit seinen Söhnen (Son Soubert und Son Monir) sowie den alle aus Frankreich kommenden Neang Chin Han (ehemaliger Direktor des Exekutivkabinetts unter Präsident Lon Nol), Suon Kaset Sokhomaly, Oberst Thou Thip, Oberst Ea Chuor Kim Meng, Suon Sophat und Buon Say nach Thailand. Die KPNLF wurde am 9. Oktober 1979 in Sok Sann ausgerufen, einem Lager im Dschungel der Kardamom-Berge, das „knapp 2000 Mann“ umfasste und eine Fusion von 13 ziemlich heterogenen Gruppen war wie Khleang Moeung (500 Mann), Cobra (angeführt von Oberst Prum Vith), der Khmer-Islam-Bewegung, der Nationalistenbewegung, Oknha Son Kuy, Kauv Tjlok, der Khmer-Neutralistenbewegung, der Schwarzen Indra, den Vereinigten Freien Khmer, ASW, Tonle Bassak und den Bewegungen in Prey Veng und Kompong Thom. Im folgenden Monat traf die erste Lieferung von 3000 Gewehren aus Peking ein. Son Sann übernahm die Führung der KPNLF zusammen mit einem Exekutivkomitee und einem Militärrat.
Die KPNLF bildete damit die rechte, prowestliche, antikommunistische politische Faktion gegen die von Vietnam installierte und unterstützte Volksrepublik Kampuchea. US-Präsident Ronald Reagan genehmigte die Bereitstellung von Hilfe für die KPNLF, um ein Ende der vietnamesischen Besatzung zu erzwingen. Im Jahr 1982 initiierte die US-Regierung ein geheimes Hilfsprogramm der CIA für den nichtkommunistischen Widerstand (non-communist resistance, NCR) in Höhe von 5 Millionen US-Dollar pro Jahr, angeblich nur zur Selbstverteidigung. Dieser Betrag wurde 1984 auf 8 Millionen und 1987 sowie 1988 auf 12 Millionen US-Dollar erhöht. Ende 1988 reduzierten die Vereinigten Staaten die Finanzierung durch die CIA wieder auf 8 Millionen US-Dollar, nachdem Berichten zufolge 3,5 Millionen US-Dollar vom thailändischen Militär abgezogen worden waren. Gleichzeitig gab die Reagan-Regierung dem Fonds mehr Flexibilität und erlaubte es der NCR, US-amerikanische Waffen in Singapur und anderen regionalen Märkten zu kaufen. 1985 errichteten die Vereinigten Staaten ein separates, offenes Hilfsprogramm für die NCR, das nach einem seiner Hauptförderer, dem demokratischen Abgeordneten des Repräsentantenhauses Stephen J. Solarz, als Solarz Fund bekannt wurde. Das offene Hilfsprogramm kanalisierte etwa 5 Millionen US-Dollar humanitäre Hilfe für die NCR durch die USAID.

## Politischer Arm vor dem Pariser Friedensvertrag

Fahne der KPNLF, übernommen von der Fahne der früheren Republik Khmer (1970–1975)

Seit ihrer Gründung war die KPNLF auf internationale Finanzhilfe angewiesen, um ihre zivilen Lager zu erhalten und militärische Operationen durchzuführen. Sann spielte eine entscheidende Rolle bei der Akquisition der Hilfsgelder und der Stärkung des internationalen Bewusstseins für die Anliegen der KPNLF. Er unternahm 1982 eine Fundraising-Reise in die Vereinigten Staaten und nach Europa. Sann war aufgrund seines ruhigen, bescheidenen Auftretens und seiner einnehmenden Persönlichkeit sehr beliebt. Zusätzlich zu Sanns Reisen betonte die KPNLF ihren Status als erste nichtkommunistische Anti-PRK-Faktion in Kambodscha. Dies begünstigte die finanzielle Hilfe, indem es an die westlichen Kräfte appellierte, die daran interessiert waren, die Vietnamesen zu vertreiben, aber die Roten Khmer nicht unterstützten.
Um ihre politische Schlagkraft und Legitimität zu erhöhen, schloss sich die KPNLF mit den Roten Khmer (zu diesem Zeitpunkt offiziell Partei des Demokratischen Kampuchea genannt) und mit Prinz Sihanouks Nationaler Einheitsfront für ein unabhängiges, neutrales, friedliches und kooperatives Kambodscha (FUNCINPEC, frz. für Front Uni National pour un Cambodge Indépendant, Neutre, Pacifique, et Coopératif) zusammen, um die Koalitionsregierung des Demokratischen Kampuchea (Coalition Government of Democratic Kampuchea, CGDK) zu bilden. Obwohl sowohl die KPNLF als auch die FUNCINPEC nicht mit der Philosophie und Methodik der Roten Khmer übereinstimmten, schlossen sie sich der CGDK an, weil diese eine zunehmende Legitimation und Anerkennung des Auslands erfuhr, indem die Kambodschaner offensichtlich damit ihre Differenzen beiseitelegten und sich zusammenschlossen, um einen ausländischen Besatzer zu entfernen.

## Militärischer Arm
Im Februar 1979 flogen General Dien Del und Nguon Pythoureth nach Thailand, um die „Nationalen Befreiungsstreitkräfte des Khmer-Volkes“ (Khmer People’s National Liberation Armed Forces, KPNLAF), den militärischen Arm der KPNLF, zu bilden. Die beiden gingen von Lager zu Lager und überzeugten die lokalen Führer, sich anzuschließen. Bereit, unter Son Sann zu kämpfen, waren Chea Chhut (in Nong Chan), Prum Vith, Ex-Oberst der Khmer National Armed Forces, Ta Maing und Om Luot (in Nong Samet). Mitte 1979 gab es 1600 bewaffnete Soldaten der KPNLAF.
Von 1981 bis 1992 (außer während einiger Machtkämpfe) wurde die KPNLAF von Sak Sutsakhan befehligt. In jeder einzelnen Einheit war der Kommandant jedoch relativ autonom, was zwangsläufig zu großer Verwirrung und eingeschränkter Effizienz für große Schlachten führte. General Sak hatte die schwierige Aufgabe, die Aktionen der Einheiten zu koordinieren. Anderseits waren die Vorteile dieser Organisation mehr Flexibilität und Mobilität der Streitkräfte. Für größere Operationen schloss sich die KPNLAF gelegentlich aber auch mit anderen separatistischen Kräften zusammen. So führte die CGDK zum Beispiel am 28. März 1986 einen erfolgreichen Angriff auf Battambang, die zweitgrößte Stadt Kambodschas, aus.
Für die KPNLAF wurden groß angelegte militärische Aktionen nach der vietnamesischen Trockenzeit-Offensive 1984–1985 unmöglich. Diese Angriffe waren verheerend, aber nicht völlig lähmend. Selbst nach dem enormen Verlust von etwa 30 % ihrer Soldaten und ihres Materials konnte die KPNLAF bis zum Ende ihres Bestehens noch immer Guerilla-Operationen durchführen.

## Innere Machtkämpfe vor dem Pariser Friedensvertrag
Wie bei vielen politischen Gruppen gab es auch in der KPNLF innere Parteikämpfe, darunter zwei besonders heftige: jenen vor dem Pariser Friedensvertrag von 1991 und jenen nach den von den Vereinten Nationen unterstützten Wahlen von 1993.
Ins öffentliche Bewusstsein trat die erste Auseinandersetzung Ende Dezember 1985. Auf der einen Seite stand Son Sann, der Faktionsvorsitzende, auf der anderen die Herausforderer, angeführt vom Militärkommandeur Sak Sutsakhan, seinem Stabschef Dien Del und den Parteimitgliedern Abdul Gaffar Peang Meth und Hing Kunthorn. Die Dissidenten warfen Sann vor, sich zu weigern, die Vietnamesen zusammen mit Sihanouks Truppen anzugreifen, und sich in militärische Angelegenheiten einzumischen, was beides die militärische Wirkung reduziere. Sie beschuldigten Sann zudem, undemokratisch zu sein und „mit eiserner Faust zu herrschen“.
Am 2. Januar 1986 veröffentlichten die Dissidenten eine Erklärung, sie hätten die Kontrolle über die Faktion übernommen. Dien Del und Sutsakhan hatten das „Provisorische Zentralkomitee der Rettung“ gebildet, das die Partei führen sollte. Sann gab daraufhin eine Gegenerklärung heraus, die Aktionen von Dien und Sutsakhan seien sowohl illegal als auch gegen den Geist der Partei gerichtet, aber sie seien in der Partei weiter willkommen, wenn sie die spalterische Aktion aufgäben. Sann war anderseits der Meinung, dass gegen Abdul Gaffar Peang Meth und Hing Kunthorn dagegen Disziplinarmaßnahmen notwendig seien. Er sagte weiter, er habe die Unterstützung der Vereinigten Staaten, der ASEAN und Chinas (die drei wichtigsten Geldgeber der KPNLF).
Die Auseinandersetzungen dauerten jedoch an, da keine Seite die andere besiegen konnte. Mit der Zeit sorgten sich die thailändischen Behörden, ob die KPNLF angesichts der geteilten Führung noch fähig war, einen Krieg gegen die PRK zu führen. Sie unterstützten daher im März 1986 die Bildung ohne Wissen von Sutsakhan und Sann eines 10-köpfigen provisorischen Militärkomitees, das die militärischen Operationen der KPNLAF bis zum Ende des Konflikts leiten sollte. Mitglieder des Komitees waren Dien Del aus dem Lager Sutsakhans und der neue Leiter von Sanns Kommandokomitee Prum Vith.
Der Streit wurde schließlich so geschlichtet, dass Sann die Präsidentschaft und viele der damit verbundenen zivilen Kompetenzen behalten konnte und Sutsakhan der militärische Führer sowohl der Faktion als auch der gemeinsamen Operationen zwischen KPNLAF und FUNCINPEC blieb. Der Burgfriede war jedoch nicht von Dauer, und nachdem der Pariser Friedensvertrag umgesetzt worden war, gründete Sutsakhan die Liberal-Demokratische Partei als Abspaltung der KPNLF.

## Nach dem Pariser Friedensvertrag
1991 riefen Frankreich und Indonesien zu einer Friedenskonferenz über den Bürgerkrieg in Kambodscha auf. Alle vier Faktionen in Kambodscha nahmen teil, ebenso die Vereinten Nationen und viele weitere ausländische Nationen (z. B. die Vereinigten Staaten, die Sowjetunion, China und das Vereinigte Königreich). Das Ziel der Konferenz war, eine geeinte, friedliche und neutrale Demokratie in Kambodscha zu etablieren. Am 23. Oktober 1991 unterzeichneten alle beteiligten Parteien den Pariser Friedensvertrag.
Das Abkommen forderte von der UNO geleitete Wahlen im Jahr 1993 zur Bestimmung der künftigen Regierung Kambodschas. In der Zeit zwischen der Unterzeichnung des Abkommens und den Wahlen wurde Kambodscha von der Übergangsverwaltung der Vereinten Nationen in Kambodscha (engl. United Nations Transitional Authority in Cambodia, UNTAC) verwaltet. Das Friedensabkommen sah vor, dass alle vier Faktionen zwingend mit der UNTAC zusammenarbeiten, um ihre Streitkräfte nach und nach zu entwaffnen. Alle Fraktionen taten dies bis auf die Roten Khmer, die dagegen protestierten, und sich im Frühsommer 1992 vom Friedensprozess zurückzogen und dann auch nicht an den Wahlen teilnahmen.
Bei der nun notwendigen Umwandlung der militärischen Faktion in eine politische Partei wurde eine Namensänderung vorgenommen. Die Nationale Befreiungsfront des Khmer-Volkes wurde zur Buddhistischen Liberal-Demokratischen Partei (BLDP). Die Namensänderung bedeutete keine Abweichung in der Plattform oder Struktur der KPNLF mit Ausnahme des Entfalls des militärischen Arms KPNLAF und des Verlusts der bereits zuvor erfolgten Abspaltung der Liberal-Demokratischen Partei von Sak Sutsakhan. Auch die BLDP wurde von Son Sann geleitet. Bei den von der UNO genehmigten Wahlen von 1993 gewann sie 10 von 120 Sitzen in der Nationalversammlung.
Weil weder die FUNCINPEC noch die aus der PRK hervorgegangene Kambodschanische Volkspartei (engl. Cambodian People’s Party, CPP) die absolute Mehrheit erreichten, wurde die BLDP als Minderheitspartner in die Koalitionsregierung mit FUNCINPEC und CPP aufgenommen, wo sie zur Machtteilung beitragen und wichtige Positionen einnehmen sollte (z. B. war Ieng Mouly Informationsminister und Kem Sokha Vorsitzender der Rights Commission).

## Innere Machtkämpfe nach dem Pariser Friedensvertrag
Wie schon Anfang 1986 kam es 1995 zu Meinungsverschiedenheiten zwischen zwei Gruppen. Diesmal handelte es sich jedoch nicht um einen Konflikt zwischen militärischer und politischer Kontrolle, sondern um einen Streit zwischen den zwei Politikern Son Sann und Ieng Mouly.
Es war allgemein bekannt, dass Sann und Mouly schon seit Jahren in verschiedenen Fragen uneins waren. Die wichtigsten Konfliktpunkte waren Sanns strikte Ablehnung der Vietnamesen, sein in den Augen Moulys vorschnell aufgehobener Befehl, die Wahlen von 1993 zu boykottieren, sowie Moulys Zweifel, ob die kambodschanische Monarchie an der neuen Demokratie beteiligt werden sollte.
Trotz diesen und vielen weiteren Differenzen erreichten Mouly und Sann nach den Wahlen von 1993 eine Art Stillhalteabkommen über die Teilung der Macht. Im Gegenzug dafür, dass Sann Vorsitzender der Partei blieb, bekam Mouly den einzigen Kabinettsposten der Partei, das Informationsministerium. Die beiden waren sich immerhin darin einig, dass es besser war, die BLDP zusammenzuhalten statt zu trennen, womit sie ihre Parlamentssitze und ihre Position der Machtteilung verloren hätte.
Diese Regelung hielt jedoch nicht lange, und der Streit setzte sich fort. Erstens unterstützte Sann konsequent die antivietnamesische Gesetzgebung, was Mouly und seine Unterstützer verärgerte und dafür sorgte, dass die Spannungen zwischen den beiden Gruppen bestehen blieben. Ihr Höhepunkt wurde schließlich erreicht, als die Anhänger Sanns verkündeten, dass Mouly aus der Partei ausgeschlossen worden sei. Moulys Seite reagierte sofort in gleicher Weise und erklärte, im Gegenteil sei Sann und nicht Mouly aus der Partei entfernt worden.
Schließlich geschah tatsächlich genau dies. Am 9. Juli 1995 berief Ieng Mouly einen Sonderkongress der BLDP ein, um eine neue Führung zu wählen. Da Son Sann und seine Unterstützer abwesend waren, wurde Mouly vom Kongress einstimmig zum Präsidenten gewählt. Kurz nach dem Kongress löste sich die BLDP jedoch auf. Mouly gründete die Buddhistische Liberale Partei, Sanns Anhänger die Son-Sann-Partei. Die beiden Parteien gewannen in den Parlamentswahlen 1998 jedoch keinen Sitz und wurden darauf aufgelöst.